# Centranthus nevadensis
Centranthus nevadensis är en kaprifolväxtart. Centranthus nevadensis ingår i släktet pipörter, och familjen kaprifolväxter.

## Underarter
Arten delas in i följande underarter:
- C. n. atlanticus
- C. n. battandieri
- C. n. maroccanus
- C. n. nevadensis
- C. n. sieberi